# Zona metropolitana di Città del Messico
La zona metropolitana di Città del Messico o  ZMCM è l'area metropolitana formata da Città del Messico e da altri 41 comuni dell'area conurbata (uno di questi si trova nello stato di Hidalgo, tutti gli altri sono dello stato del Messico). Nel 2005 la popolazione di quest'area raggiungeva i 18,8 milioni di abitanti e secondo il rapporto urbanistico delle Nazioni Unite è il secondo conglomerato urbano del mondo dopo l'area metropolitana di Tokyo in Giappone.

## Definizione di zona metropolitana
Il 22 dicembre 2005 il governo del Distretto federale in accordo lo stato del Messico decise di stabilire la definizione officiale della zona metropolitana. Secondo questa definizione la ZMCM è formata dalle 16 delegazioni del Distretto Federale e da 40 comuni dello stato del messico più una dello stato di Hidalgo.

## Parti integranti della zona metropolitana

Mappa della zona metropolitana di Città del Messico

La zona metropolitana di Città del Messico è formata da:

### Delegazioni di Città del Messico
| - Álvaro Obregón - Azcapotzalco - Benito Juárez - Coyoacán | - Cuajimalpa - Cuauhtémoc - Gustavo A. Madero - Iztacalco | - Iztapalapa - Magdalena Contreras - Miguel Hidalgo - Milpa Alta | - Tláhuac - Tlalpan - Venustiano Carranza - Xochimilco |

### Comuni dello Stato del Messico
| - Acolman - Atenco - Atizapán de Zaragoza - Chalco - Chiautla - Chicoloapan - Chiconcuac - Chimalhuacán - Coacalco de Berriozábal - Cocotitlán | - Coyotepec - Cuautitlán - Cuautitlán Izcalli - Ecatepec de Morelos - Huehuetoca - Huixquilucan - Ixtapaluca - Jaltenco - La Paz - Melchor Ocampo | - Naucalpan de Juárez - Nextlalpan - Nezahualcóyotl - Nicolás Romero - Papalotla - San Martín de las Pirámides - Tecámac - Temamatla - Teoloyucan - Teotihuacan | - Tepetlaoxtoc - Tepotzotlán - Texcoco - Tezoyuca - Tlalmanalco - Tlalnepantla de Baz - Tultepec - Tultitlán - Valle de Chalco Solidaridad - Zumpango |

### Comune dello stato di Hidalgo
- Tizayuca

## Città più popolate della ZMCM
Le seguenti città sono le più popolate della zona metropolitana di Città del Messico, (secondo il censimento del 2005 di INEGI):
- Città del Messico, con 8.720.916 abitanti
- Ecatepec de Morelos, con 1.688.258
- Nezahualcóyotl, con 1.140.528
- Naucalpan, con 821.442
- Tlalnepantla de Baz, con 683.808
- Chimalhuacán, con 525.389
- Cuautitlán Izcalli, con 498.021
- Tultitlán, con 472 867
- Atizapán de Zaragoza, con 472.526

Città del Messico ed Ecatepec de Morelos sono i due comuni più popolosi del Messico, seguiti da Guadalajara con 1.646.183 abitanti e Puebla con 1.485.941 abitanti.

## La zona metropolitana della Valle del Messico
Per tutti i comuni che sono vicini alla ZMCM e che rispondono a tutti i requisiti della commissione e della CONAPO ma non sono pienamente adiacenti alla conurbazione della città è stata creata un'area denominata Zona Metropolitana della Valle del Messico, (ZMVM). Questa zona si basa sul pronostico della crescita della macchia urbana, include 18 comuni che oggi non fanno parte della conurbazione, ma che comunque sono considerati strategici e che probabilmente in futuro verranno integrati. I 18 comuni sono:
| - Amecameca - Apaxco - Atlautla - Axapusco | - Ayapango - Ecatzingo - Hueypoxtla - Isidro Fabela | - Jilotzingo - Juchitepec - Nopaltepec - Otumba - Ozumba | - Temascalapa - Tenango del Aire - Tepetlixpa - Tequixquiac - Villa del Carbón |  |

Quando la ZMVM formerà un'unica conurbazione verrà integrata alle 16 delegazione del distretto federale e ai 60 comuni.